# マミヤ狂四郎
マミヤ狂四郎（マミヤきょうしろう、1979年8月7日 - ）は、日本の漫画家、イラストレーター。GO羽鳥（ゴーはとり）名義でライター、コラムニスト、ロケットニュース24編集長、世界で唯一の迷惑メール評論家としても活動している。東京都目黒区出身。

## 経歴
幼少時代よりさまざまな雑誌にイラストや漫画を投稿。主に『週刊プロレス』で常連（この頃から現在のペンネームで活動）。高校時代には秋葉原の違法露店商を描いた漫画『秋葉原黙示録 露店兄貴（前編）』をミニコミ誌に発表し、裏漫画家デビュー。1999年には『暗黒アジアンハッカーズ』（共著）でプロデビュー。その後はさまざまな雑誌で漫画やイラストやコラムを執筆し、連載も多数。しかし、仕事を抱えすぎて心身に異常をきたし、2003年3月いっぱいで一時休養宣言。半年ほど休養後、雑誌連載を数本復活。それを抱えながらの長期旅行に2003年9月に出発。タイ、カンボジア、ラオス、ベトナム、中国、香港、チベット、ネパール、スリランカ、インド、バングラデシュ、トルコ、エジプトを放浪後、2006年4月帰国。
2010年にソシオコーポレーションに入社し、2014年、ロケットニュース24編集長に就任。同サイトでは、GO羽鳥のペンネームにて迷惑メールやLINEアカウント乗っ取りの奮闘記録などを中心とする記事を執筆中。世界唯一の迷惑メール評論家でもあり、2014年9月に公開した記事「【実録】死闘74分！ 今度こそマジのマジで念願だった『LINE乗っ取り』と戦えた!!　ジラしにジラして寝技に持ち込み相手はブチギレ爆発TKO」では1000万PVを記録。
2015年にマサイ族に継続的に接触し続けた。その中で、現地のマサイ族のルカ（Luka Sunte）に井戸を直す資金援助を求められたため、単に資金援助するのではなく、ルカをロケットニュース24の記者として採用し、日本人と同等の原稿料を支払うことにした。現地から即時に記事を送ってもらう必要があるため、GO羽鳥は交渉の際、福袋で手に入れた格安スマホ「TJC StarQ Q5001」をルカに手渡している。GO羽鳥が継続的に受け取っている原稿はロケットニュース24で「マサイ通信」という連載企画になった。ルカは現在もGO羽鳥の協力を得ながらマサイ族の生活の現場をありのままに書き留めた記事を日本に届け続けており、ロケットニュース24の人気連載の1つになっている。
2018年公開の映画『ジュマンジ/ウェルカム・トゥ・ジャングル』で声優を務めた。
2021年11月、キックボクシングの試合の影響で右手親指を負傷する。整形外科にてマレット指と診断され、2022年2月28日に完治を報告。全治には3か月半を要した。

## 作品の特徴・逸話
- かなり独特のヘタウマな作風であるが、時に緻密な描写もある。主にアンダーグラウンドな世界やシュールなキャラクターが特徴。
- 暗黒アジアンハッカーズでは、タイのコミック界進出を目論んでいたが、その後実際に進出したかは不明。ちなみに同書の彼によるタイの漫画作品紹介によれば、内容は奇抜かつバイオレンスな要素・表現が多いそうである。
- タイ旅行の際、地元のバーのホステスの似顔絵（彼独特のタッチ）をその場で描いた事で、その店のホステス達の関心を集めた事もある。
- カブマニアを自称しスズキのバーディとの違いや、特にタイで流通する『タイカブ』事情についても詳しい。
- 「サン出版の『月刊BugBug』が2001年の夏コミ用に作った『裏BugBug』という同人誌において、一度だけエロ漫画に挑戦した事がある」と主張[5]。作品名は「アダルトアングラ君 inタイランド」で、自身初の漫画単行本『電NOWジャーニー』にも収録されている。
- 2007年、晋遊舎の雑誌にプロ市民の集会に参加し内情を纏めた漫画を掲載。
- 2010年5月16日のTBSの『アッコにおまかせ!』でのインドの遊園地の情報として、彼が長期旅行で訪れた際に撮影した写真の資料提供を行っている。
- 2011年3月11日に起きた東日本大震災当日に彼は都内新宿区のビル内にいた。ビルからは無事避難するも街頭でのニュース速報による震災の規模の大きさに絶句。震災当時の混乱に対しては自ら事前に得ていた災害時のサバイバル知識（正しい情報収集の方法と都市部災害時の行動対策）が都内での行動に役立っていた事の子細をゲームラボでの自身の連載「おしえて！おたく兄さん」で真面目に語っている。
- 2014年、愛知県名古屋市の中古車販売店から三菱・ミニカ（7代目・660グッピー）を車体価格980円で購入[6]し、ロケットニュース24の社用車として2024年に廃車となるまで使用された[7]。

## 主な作品

### 単行本（マミヤ狂四郎名義）
- 『暗黒アジアンハッカーズ』（太田出版・1999年12月）
  - 共著：クーロン黒沢・鶴見和昭
  - マミヤ狂四郎のデビュー作。コラムと挿絵・漫画『タイゲン伝説』『ピコピコの向こうで』を担当。
- 『電NOW（ナウ）ジャーニー』（三才ブックス・2006年7月）
  - 初のソロ単行本（漫画）。
- 『乱世のサバイバル教典』（太田出版・2007年1月）
  - 共著：クーロン黒沢・サージェント阪木
- 『アジア裏世界遺産』（情報センター出版局・2008年2月）
  - 『月刊BUBKA』（コアマガジン）、『月刊メンズストリート』（竹書房）に連載された『マミヤ狂四郎の世界モンド放浪記』、『YO!亜細亜トラウマ超特急』を大幅に加筆・修正し単行本化したもの。装丁は松崎理。
- 『アジア裏世界遺産　とんでもスポットと人を巡る28の旅 (幻冬舎文庫)』（幻冬舎・2011年7月）
  - 情報センター出版局版の『アジア裏世界遺産』を幻冬舎が再編集、文庫化したもの。

### 単行本（GO羽鳥名義）
- 『絶対に返してはいけない 迷惑メール、LINE乗っ取りにマジレスしてみた。』（ワニブックス・2015年3月）
- 『マサイのルカがスマホで井戸を掘る話』（学研プラス・2018年3月）

### テレビ番組
- ・中居正広のミになる図書館（2014年10月、テレビ朝日）
- ・チャージ730！（2015年5月、6月、テレビ東京）
- ・ヨソで言わんとい亭～ココだけの話が聞ける（秘）料亭～（2015年7月、テレビ東京）
- ・Zニュース 〜日本一くだらないニュースバラエティ〜（2015年12月、新潟総合テレビ）
- ・羽鳥慎一モーニングショー（2016年4月、テレビ朝日）
- ・AbemaNews「こちらみんカメ編集部」（2016年10月、11月、AbemaTV）
- ・ホウドウキョク「FLAG9」（2016年10月〜2017年8月、フジテレビ）
- ・NEWSな2人（2016年10月、TBS）
- ・5時に夢中！（2017年2月、東京MX）
- ・出川哲朗のアイアムスタディー（2018年8月、日本テレビ）
- ・FNS27時間テレビ「飯テロ‐1 グランプリ」（2018年9月、フジテレビ）
- ・激レアさんを連れてきた。（2019年2月、テレビ朝日）
- ・新説！所JAPAN（2019年6月、TBS）
- ・お願い！ランキング（2019年9月、テレビ朝日）

- ・教えてもらう前と後（2020年8月、2021年1月、TBS）

- ・じっくり聞いタロウ　〜スター近況（秘）報告（2021年1月、テレビ東京）
- ・奇跡体験！アンビリバボー（2022年9月、フジテレビ）
- ・風雲!たけし城（2023年4月、Amazon Prime Video）
- ・ジュニア、伺う（2023年7月 BSよしもと）
- ・いたジャン！（2024年6月〜、フジテレビ）

## 雑誌連載
- 『月刊ゲームラボ』（三才ブックス）にて「教えて!!おたく兄さん」を連載中。
- 『月刊バグバグ』（サン出版）にて宣伝漫画「BugBugメルマガ配信中！」を連載中。
- 『GetNavi』（学研パブリッシング）にて「使ったー」を連載中。
- 『Mac Fan』（マイナビ出版）にて「100均tosh」を連載中。

### 過去の掲載雑誌
- 『スレッド』（晋遊舎）「潜入!! プロ市民集会レポート」
- 『エムキュー』（晋遊舎）「潜入!! プロ市民集会レポート」
- 『Windows100%』（晋遊舎）「中国製日記」
- 『ブブカ』（コアマガジン）マスク・ド・UHの連載コラム「激突！電脳龍争虎門」のイラストを担当。